# Treutlen megye
Treutlen megye az Amerikai Egyesült Államokban, azon belül Georgia államban található. Megyeszékhelye és legnagyobb városa Soperton. Lakosainak száma 6406 fő (2020. április 1.). Treutlen megye Emanuel, Montgomery, Toombs, Wheeler, Laurens és Johnson megyékkel határos.

## Népesség
A megye népességének változása:
| Lakosok száma | 6888 | 6820 | 6758 | 6712 | 6785 | 6406 |
|               | 2010 | 2011 | 2012 | 2013 | 2015 | 2020 |